# الكاتب من بلد لا يوجد فيه مكاتب
الكاتب من بلد لا يوجد فيه مكاتب (بالإنجليزية: The Writer From a Country Without Bookstores)‏ هو فيلم وثائقي يتبع حياة وعمل خوان توماس أفيلا لوريل، الذي اضطر للفرار من بلاده في عام 2011 بعد احتجاجه على دكتاتورية تيودورو أوبيانغ. يظهر الفيلم رحلته كلاجئ في إسبانيا، حيث يناضل من أجل الحصول على الاعتراف والدعم لأدبه، وعودته إلى وطنه، حيث يواجه المخاطر والتحديات لكونه صوتا معارضا. الفيلم من إخراج مارك سيرينا، مخرج وصحفي إسباني، الذي كتب السيناريو بالتعاون مع أفيلا لوريل نفسه. تم إصدار الفيلم في عام 2019 وحصل على عدة جوائز وترشيحات في مهرجانات الأفلام الدولية، وهو أكثر كتاب من غينيا الاستوائية ترجمة. الفيلم صورة قوية وملهمة لكاتب يستخدم كلماته كسلاح ضد الظلم والجور.

## وصلات خارجية
الكاتب من بلد لا يوجد فيه مكاتب  على قاعدة بيانات الأفلام على الإنترنت (بالإنجليزية). 